# UEFA Women's Champions League 2013-2014
La UEFA Women's Champions League 2013-2014 è stata la quinta edizione della UEFA Women's Champions League e la tredicesima edizione del torneo europeo femminile di calcio per club destinato alle formazioni vincitrici dei massimi campionati nazionali d'Europa. Il torneo è stato vinto per la seconda volta consecutiva dalle tedesche del Wolfsburg, che nella finale giocata all'Estádio do Restelo di Lisbona hanno sconfitto le svedesi del Tyresö FF.

## Formula
Partecipano al torneo 2013-2014 un totale di 54 squadre provenienti da 46 diverse federazioni affiliate alla UEFA. Il Wolfsburg ha partecipato come squadra campione in carica e come squadra vincitrice della Frauen-Bundesliga 2012-2013.
Il torneo si compone di due fasi: una prima fase a gironi e una fase finale ad eliminazione diretta. Accedono direttamente alla fase ad eliminazione diretta le squadre campioni nazionali appartenenti alle prime 14 federazioni secondo il ranking UEFA e le 8 squadre seconde classificate delle prime otto federazioni. Alla prima fase a gironi accedono le squadre campioni nazionali appartenenti alle restanti 32 federazioni secondo il ranking UEFA. Le squadre vincenti gli otto gironi della prima fase e le due migliori seconde accedono alla fase ad eliminazione diretta, il cui primo turno sono i sedicesimi di finale. La finale si gioca in gara unica all'Estádio do Restelo di Lisbona, in Portogallo.
| Turno          | Sorteggio        | Andata             | Ritorno             |
| -------------- | ---------------- | ------------------ | ------------------- |
| Qualificazioni | 27 giugno 2013   | 8–13 agosto 2013   | 8–13 agosto 2013    |
| Sedicesimi     | 5 settembre 2013 | 9–10 ottobre 2013  | 16–17 ottobre 2013  |
| Ottavi         | 5 settembre 2013 | 9–10 novembre 2013 | 13–14 novembre 2013 |
| Quarti         | 21 novembre 2013 | 22–23 marzo 2014   | 29–30 marzo 2014    |
| Semifinali     | 21 novembre 2013 | 19–20 aprile 2014  | 26–27 aprile 2014   |
| Finale         | 21 novembre 2013 | 22 maggio 2014     | 22 maggio 2014      |

## Squadre partecipanti
La seguente lista contiene le squadre qualificate per il torneo. Con DT è indicata la detentrice del titolo, con CN la squadra campione nazionale, con 2ª la seconda classificata, Ned 1 e Bel 1 la squadra olandese e la squadra belga meglio classificate nella BeNe League, il campionato unificato di Belgio e Paesi Bassi.
L'Austria ha superato la Norvegia raggiungendo l'ottava posizione nel coefficiente UEFA, l'ultima utile per qualificare 2 squadre. Il KÍ Klaksvík mantiene il record di partecipazioni, essendo rimasta l'unica squadra ad aver partecipato a tutte le edizioni della UEFA Women's Cup e della Women's Champions League.
| Qualificate ai sedicesimi         | Qualificate ai sedicesimi | Qualificate ai sedicesimi | Qualificate ai sedicesimi |
| --------------------------------- | ------------------------- | ------------------------- | ------------------------- |
| Wolfsburg (DT) (CN)               | Turbine Potsdam (2ª)      | Olympique Lione (CN)      | Paris Saint-Germain (2ª)  |
| Tyresö FF (CN)                    | LdB Malmö/Rosengård (2ª)  | Zorkij Krasnogorsk (CN)   | Rossijanka (2ª)           |
| Arsenal (CN)                      | Birmingham City (2ª)      | Torres (CN)               | Tavagnacco (2ª)           |
| Brøndby (CN)                      | Fortuna Hjørring (2ª)     | Neulengbach (CN)          | St. Pölten-Spratzern (2ª) |
| Barcellona (CN)                   | Sparta Praga (CN)         | LSK Kvinner (CN)          | Standard Liegi (Bel 1)    |
| Þór/KA (CN)                       | CSHVSM Kairat (CN)        |                           |                           |
| Qualificate ai gironi preliminari |                           |                           |                           |
| Babrujčanka (CN)                  | Glasgow City (CN)         | Unia Raciborz (CN)        | Zurigo (CN)               |
| Twente (Ned 1)                    | Žytlobud-1 Charkiv (CN)   | PK-35 Vantaa (CN)         | PAOK Salonicco (CN)       |
| MTK Budapest (CN)                 | Olimpia Cluj (CN)         | Spartak Subotica (CN)     | Apollōn Lemesou (CN)      |
| Atlético Ouriense (CN)            | ASA Tel Aviv (CN)         | NSA Sofia (CN)            | SFK 2000 (CN)             |
| Raheny United (CN)                | Pomurje (CN)              | Union Nové Zámky (CN)     | Gintra Universitetas (CN) |
| Osijek (CN)                       | KÍ Klaksvík (CN)          | Cardiff City (CN)         | Biljanini Izvori (CN)     |
| Pärnu JK (CN)                     | Konak (CN)                | Goliador Chișinău (CN)    | Crusaders Strikers (CN)   |
| Birkirkara (CN)                   | Liepājas Metalurgs (CN)   | Ada Velipojë (CN)         | Ekonomist (CN)            |

## Fase di qualificazione

### Sorteggio
32 squadre partecipano ai preliminari, divise, in base al coefficiente UEFA della squadra, in quattro gruppi da otto per il sorteggio. Composti i gironi è stata sorteggiata la nazione ospitante del gruppo.
Urna 1
- Glasgow City
- Unia Raciborz
- Zurigo
- PAOK Salonicco
- Apollōn Lemesou (ospitante)
- Olimpia Cluj (ospitante)
- MTK Budapest
- SFK 2000 (ospitante)

Urna 2
- PK-35 Vantaa (ospitante)
- Žytlobud-1 Charkiv
- Spartak Subotica
- Twente (ospitante)
- NSA Sofia
- ASA Tel Aviv
- Babrujčanka
- KÍ Klaksvík

Urna 3
- Osijek
- Gintra Universitetas
- Pomurje (ospitante)
- Raheny United
- Atlético Ouriense (ospitante)
- Cardiff City
- Union Nové Zámky
- Pärnu JK

Urna 4
- Biljanini Izvori
- Konak
- Crusaders Strikers (ospitante)
- Goliador Chișinău
- Ada Velipojë
- Birkirkara
- Ekonomist
- Liepājas Metalurgs

### Gruppo A
| Pos. | Squadra      | Pt | G | V | N | P | GF | GS | DR |
| ---- | ------------ | -- | - | - | - | - | -- | -- | -- |
| 1.   | Konak        | 9  | 3 | 3 | 0 | 0 | 5  | 1  | +4 |
| 2.   | SFK 2000     | 6  | 3 | 2 | 0 | 1 | 7  | 4  | +3 |
| 3.   | NSA Sofia    | 3  | 3 | 1 | 0 | 2 | 4  | 5  | -1 |
| 4.   | Cardiff City | 0  | 3 | 0 | 0 | 3 | 0  | 6  | -6 |

| Arbitro: | Jana Adámková |

|                                  |           |  |
| Fetahović 16’, 28’ Jašarević 73’ | Marcatori |  |

| Arbitro: | Vesna Budimir |

|  |           |                    |
|  | Marcatori | 9’ Duman 75’ Çınar |

| Arbitro: | Vesna Budimir |

|                        |           |               |
| Fetahović 45+1’ (rig.) | Marcatori | 78’, 84’ Dușa |

| Arbitro: | Christina Jaworek |

|  |           |                             |
|  | Marcatori | 2’ Radoyska 17’ Popadiynova |

| Arbitro: | Jana Adámková |

|                                  |           |                                      |
| Petrakieva 37’ (rig.) Kireva 54’ | Marcatori | 45+2’ Fetahović 72’ Spahić 82’ Kuliš |

| Arbitro: | Riem Hussein |

|           |           |  |
| Duman 36’ | Marcatori |  |

### Gruppo B
| Pos. | Squadra              | Pt | G | V | N | P | GF | GS | DR  |
| ---- | -------------------- | -- | - | - | - | - | -- | -- | --- |
| 1.   | Spartak Subotica     | 9  | 3 | 3 | 0 | 0 | 24 | 3  | +21 |
| 2.   | Olimpia Cluj         | 6  | 3 | 2 | 0 | 1 | 13 | 8  | +5  |
| 3.   | Gintra Universitetas | 3  | 3 | 1 | 0 | 2 | 2  | 9  | -7  |
| 4.   | Liepajas Metalurgs   | 0  | 3 | 0 | 0 | 3 | 0  | 19 | -19 |

| Arbitro: | Aneliya Sinabova |

|                                                                                  |           |  |
| M. Nikolić 6’, 10’, 13’ Nahi 8’, 29’ N'Réhy 45’ Cubrilo 62’, 72’ Adamov 79’, 81’ | Marcatori |  |

| Arbitro: | Gyöngyi Gaál |

|                                  |           |  |
| Lunca 26’, 36’ Vătafu 48’ (rig.) | Marcatori |  |

| Arbitro: | Rhona Daly |

|  |           |                                                          |
|  | Marcatori | 17’ (rig.) Slovic 20’, 50’, 67’ Nikolić 52’, 85’ Cubrilo |

| Arbitro: | Aneliya Sinabova |

|                                                               |           |  |
| Vătafu 20’ Voicu 24’, 81’ Ficzay 27’ Bâtea 51’ Lunca 53’, 89’ | Marcatori |  |

| Arbitro: | Rhona Daly |

|  |           |                               |
|  | Marcatori | 11’ Vanagaitė 72’ Ragauskaitė |

| Arbitro: | Gyöngyi Gaál |

|                                                            |           |                                  |
| Čubrilo 1’, 24’, 64’ Nahi 16’ Nikolić 28’, 33’, 67’, 90+3’ | Marcatori | 43’ (rig.) Vătafu 59’, 81’ Lunca |

### Gruppo C
| Pos. | Squadra            | Pt | G | V | N | P | GF | GS | DR |
| ---- | ------------------ | -- | - | - | - | - | -- | -- | -- |
| 1.   | MTK Budapest       | 9  | 3 | 3 | 0 | 0 | 6  | 2  | +4 |
| 2.   | Žytlobud-1 Charkiv | 6  | 3 | 2 | 0 | 1 | 7  | 2  | +5 |
| 3.   | Raheny United      | 3  | 3 | 1 | 0 | 2 | 5  | 6  | -1 |
| 4.   | Crusaders Strikers | 0  | 3 | 0 | 0 | 3 | 1  | 9  | -8 |

| Arbitro: | Christina Westrum Pedersen |

|                        |           |                       |
| Vágó 12’, 39’ Papp 69’ | Marcatori | 15’ McCabe 52’ Creagh |

| Arbitro: | Lilach Asulin |

|                                                                      |           |  |
| Ovdijčuk 25’, 82’ Mozolska 31’ Platt 48’ (aut.) Tykhonova 55’ (rig.) | Marcatori |  |

| Arbitro: | Stéphanie Frappart |

|            |           |                                   |
| Murray 16’ | Marcatori | 39’ Ovdijčuk 44’ (rig.) Tykhonova |

| Arbitro: | Lilach Asulin |

|                    |           |  |
| Vágó 58’ Zágor 74’ | Marcatori |  |

| Arbitro: | Christina Westrum Pedersen |

|  |           |           |
|  | Marcatori | 77’ Pádár |

| Arbitro: | Stéphanie Frappart |

|              |           |                        |
| McDowell 11’ | Marcatori | 29’ Murray 58’ Waldron |

### Gruppo D
| Pos. | Squadra           | Pt | G | V | N | P | GF | GS | DR  |
| ---- | ----------------- | -- | - | - | - | - | -- | -- | --- |
| 1.   | Zurigo            | 9  | 3 | 3 | 0 | 0 | 12 | 1  | +11 |
| 2.   | Atlético Ouriense | 4  | 3 | 1 | 1 | 1 | 3  | 7  | -4  |
| 3.   | Ekonomist         | 2  | 3 | 0 | 2 | 1 | 3  | 6  | -3  |
| 4.   | KÍ Klaksvík       | 1  | 3 | 0 | 1 | 2 | 2  | 6  | -4  |

| Arbitro: | Esther Azzopardi |

|                                             |           |  |
| Humm 9’, 51’ Zehnder 22’, 53’ Beutler 90+3’ | Marcatori |  |

| Arbitro: | Sara Persson |

|             |           |         |
| Purkhús 16’ | Marcatori | 38’ Kuć |

| Arbitro: | Sara Persson |

|                                    |           |                  |
| Kiwic 59’ Humm 71’, 77’ Remund 84’ | Marcatori | 64’ (rig.) Mrkić |

| Arbitro: | Anastasija Pustovojtova |

|                     |           |               |
| Silva 53’ Pinto 55’ | Marcatori | 62’ Andreasen |

| Arbitro: | Esther Azzopardi |

|  |           |                             |
|  | Marcatori | 40’ Humm 55’ Selimi 64’ Sow |

| Arbitro: | Anastasija Pustovojtova |

|               |           |           |
| Bulatović 65’ | Marcatori | 28’ Silva |

### Gruppo E
| Pos. | Squadra       | Pt | G | V | N | P | GF | GS | DR  |
| ---- | ------------- | -- | - | - | - | - | -- | -- | --- |
| 1.   | Unia Raciborz | 7  | 3 | 2 | 1 | 0 | 10 | 1  | +9  |
| 2.   | Pomurje       | 6  | 3 | 2 | 0 | 1 | 17 | 4  | +13 |
| 3.   | Babrujčanka   | 4  | 3 | 1 | 1 | 1 | 4  | 4  | 0   |
| 4.   | Ada Velipojë  | 0  | 3 | 0 | 0 | 3 | 1  | 23 | -22 |

| Arbitro: | Zuzana Kováčová |

|                             |           |          |
| Buzinova 32’ Ayila 40’, 56’ | Marcatori | 76’ Doçi |

| Arbitro: | Pernilla Larsson |

|                                     |           |          |
| Chinasa 21’, 72’ Chudzik 41’ (rig.) | Marcatori | 64’ Nikl |

| Arbitro: | Sandra Bastos |

|                               |           |                |
| Vrabel 41’ Erman 77’ Nikl 89’ | Marcatori | 7’ Kuchinskaya |

| Arbitro: | Zuzana Kováčová |

|                                                                                      |           |  |
| Grzywińska 4’ Jaszek 6’ Govori 9’ (aut.) Wiśniewska 15’ Żelazko 34’ Chinasa 67’, 86’ | Marcatori |  |

| Lendava 13 agosto 2013, ore 17:00 UTC+2 | Babrujčanka      | 0 – 0 referto | Unia Raciborz | Športni park\| Arbitro: \| Pernilla Larsson \| |
| Arbitro:                                | Pernilla Larsson |               |               |                                                |

| Arbitro: | Sandra Bastos |

|  |           | |
|  | Marcatori | 14’ Prša 20’, 34’, 41’, 45+3’, 50’, 53’, 90+2’ Vrabel 45+1’, 61’ Tibaut 57’ Erman 66’ Conjar 74’ Rola |

### Gruppo F
| Pos. | Squadra          | Pt | G | V | N | P | GF | GS | DR  |
| ---- | ---------------- | -- | - | - | - | - | -- | -- | --- |
| 1.   | PK-35 Vantaa     | 7  | 3 | 2 | 1 | 0 | 15 | 2  | +13 |
| 2.   | Pärnu JK         | 7  | 3 | 2 | 1 | 0 | 6  | 2  | +4  |
| 3.   | PAOK Salonicco   | 3  | 3 | 1 | 0 | 2 | 7  | 5  | +2  |
| 4.   | Biljanini Izvori | 0  | 3 | 0 | 0 | 3 | 2  | 21 | -19 |

| Arbitro: | Alexandra Ihringova |

|            |           |                                         |
| Markou 70’ | Marcatori | 32’ Himanen 58’ Žernosekova 81’ Ivanova |

| Arbitro: | Paloma Quintero Siles |

| |           |                  |
| Saarinen 10’, 13’, 68’ Ruutu 14’, 67’ Ojanperä 27’, 45’, 55’, 65’, 84’ I. Salmi 37’ Franssi 76’ Velaj 86’ | Marcatori | 1’ (aut.) Porali |

| Arbitro: | Paloma Quintero Siles |

|                                                                      |           |  |
| Tselekoglou 8’ Arvanitaki 13’ Gkatzogianni 18’ Dimitrijević 35’, 69’ | Marcatori |  |

| Vantaa 10 agosto 2013, ore 18:00 UTC+3 | Pärnu JK                     | 0 – 0 referto | PK-35 Vantaa | ISS Stadion\| Arbitro: \| Yuliya Medvedeva-Keldyusheva \| |
| Arbitro:                               | Yuliya Medvedeva-Keldyusheva |               |              |                                                           |

| Arbitro: | Alexandra Ihringova |

|                 |           |              |
| Kivelä 14’, 56’ | Marcatori | Dimitrijević |

| Arbitro: | Yuliya Medvedeva-Keldyusheva |

|             |           |                                       |
| Seranaj 67’ | Marcatori | 8’ Ivanova 19’ Malets 43’ Žernosekova |

### Gruppo G
| Pos. | Squadra           | Pt | G | V | N | P | GF | GS | DR  |
| ---- | ----------------- | -- | - | - | - | - | -- | -- | --- |
| 1.   | Apollōn Lemesou   | 9  | 3 | 3 | 0 | 0 | 6  | 0  | +6  |
| 2.   | Union Nové Zámky  | 4  | 3 | 1 | 1 | 1 | 6  | 2  | +4  |
| 3.   | ASA Tel Aviv      | 4  | 3 | 1 | 1 | 1 | 6  | 3  | +3  |
| 4.   | Goliador Chișinău | 0  | 3 | 0 | 0 | 3 | 0  | 13 | -13 |

| Arbitro: | Carina Vitulano |

|                                      |           |  |
| Čupajová 28’ (aut.) G. DiMartino 48’ | Marcatori |  |

| Arbitro: | Knarik Grigoryan |

|                                                         |           |  |
| Friedman 5’ Shelina 19’, 62’ Shenar 45’, 49’ Avital 83’ | Marcatori |  |

| Pafo 10 agosto 2013, ore 18:00 UTC+3 | Union Nové Zámky | 0 – 0 referto | ASA Tel Aviv | Pafiako Stadium\| Arbitro: \| Séverine Zinck \| |
| Arbitro:                             | Séverine Zinck   |               |              |                                                 |

| Arbitro: | Knarik Grigoryan |

|          |           |  |
| Laiu 62’ | Marcatori |  |

| Arbitro: | Carina Vitulano |

|  |           |                                             |
|  | Marcatori | 58’ (rig.) Kostova 64’ Solomou 76’ Georgiou |

| Arbitro: | Séverine Zinck |

|  |           |                                                                            |
|  | Marcatori | 16’, 45+1’ Horváthová 29’ Mgcoyi 36’, 90+3’ Krisztin 84’ (rig.) Andrušková |

### Gruppo H
| Pos. | Squadra      | Pt | G | V | N | P | GF | GS | DR  |
| ---- | ------------ | -- | - | - | - | - | -- | -- | --- |
| 1.   | Glasgow City | 9  | 3 | 3 | 0 | 0 | 18 | 0  | +18 |
| 2.   | Twente       | 6  | 3 | 2 | 0 | 1 | 10 | 2  | +8  |
| 3.   | Osijek       | 3  | 3 | 1 | 0 | 2 | 7  | 12 | -5  |
| 4.   | Birkirkara   | 0  | 3 | 0 | 0 | 3 | 1  | 22 | -21 |

| Arbitro: | Linn Andersson |

|                                                                        |           |  |
| Love 20’, 32’, 35’ Crilly 24’ Lappin 27’ Robertson 55’ Ross 60’ (rig.) | Marcatori |  |

| Arbitro: | Ivana Vlaić |

|                                                                     |           |  |
| van de Sanden 2’ Dekker 61’ Heuver 66’ Roord 68’, 82’ Berends 90+3’ | Marcatori |  |

| Arbitro: | Ivana Vlaić |

| |           |  |
| Lappin 19’ Littlejohn 23’ (rig.) Barnes 36’ Malone 42’ Crilly 60’, 69’, 90+4’ Dalziel 84’ Ross 87’ | Marcatori |  |

| Arbitro: | Simona Ghisletta |

|  |           |                                       |
|  | Marcatori | 35’, 50’ Roord 42’ Heuver 54’ Berends |

| Arbitro: | Linn Andersson |

|  |           |                         |
|  | Marcatori | 39’ Corsie 90+1’ Crilly |

| Arbitro: | Simona Ghisletta |

|           |           |                                                           |
| Zahra 69’ | Marcatori | 21’, 75’ Joščak 52’ (rig.), 76’ Baban 54’, 80’, 90’ Lojna |

### Graduatoria migliori seconde
Le 2 migliori seconde classificate si qualificano, insieme alle vincitrici dei gironi, ai sedicesimi. Per determinarne la classifica non viene considerata la partita contro la quarta gruppo. I criteri per stilare la classifica sono, in ordine di rilevanza, i seguenti:
1. Maggior numero di punti ottenuti
2. Superiore differenza goal
3. Maggior numero di reti segnate
4. Miglior punteggio coefficiente club
5. Fair play nelle 3 partite del girone

| Gr. | Squadra            | Pt | G | V | N | P | GF | GS | DR |
| --- | ------------------ | -- | - | - | - | - | -- | -- | -- |
| F   | Pärnu JK           | 4  | 2 | 1 | 1 | 0 | 3  | 1  | +2 |
| H   | Twente             | 3  | 2 | 1 | 0 | 1 | 4  | 2  | +2 |
| A   | SFK 2000           | 3  | 2 | 1 | 0 | 1 | 4  | 4  | 0  |
| E   | Pomurje            | 3  | 2 | 1 | 0 | 1 | 4  | 4  | 0  |
| C   | Žytlobud-1 Charkiv | 3  | 2 | 1 | 0 | 1 | 2  | 2  | 0  |
| B   | Olimpia Cluj       | 3  | 2 | 1 | 0 | 1 | 6  | 8  | -2 |
| G   | Union Nové Zámky   | 1  | 2 | 0 | 1 | 1 | 0  | 2  | -2 |
| D   | Atlético Ouriense  | 1  | 2 | 0 | 1 | 1 | 1  | 6  | -5 |

## Fase a eliminazione diretta
22 squadre sono qualificate direttamente ai sedicesimi. A esse vengono aggiunte le 10 squadre, contrassegnate con il simbolo (Q), che hanno superato il turno preliminare.
Teste di serie:
- Olympique Lione
- Turbine Potsdam
- Arsenal
- Rossijanka
- Torres
- Wolfsburg
- Brøndby
- LdB Malmö
- Sparta Praga
- Fortuna Hjørring
- Paris Saint-Germain
- Neulengbach
- Zorkij Krasnogorsk
- Glasgow City (Q)
- Birmingham City
- Unia Raciborz (Q)

Non teste di serie:
- Tyresö FF
- Zurigo (Q)
- Standard Liegi
- Apollōn Lemesou (Q)
- Tavagnacco
- CSHVSM Kairat
- MTK Budapest (Q)
- Barcellona
- LSK Kvinner
- PK-35 Vantaa (Q)
- Þór/KA
- St. Pölten-Spratzern
- Twente (Q)
- Spartak Subotica (Q)
- Pärnu JK (Q)
- Konak (Q)

### Sedicesimi di finale
Il sorteggio per i sedicesimi e gli ottavi di finale è stato effettuato il 5 settembre 2013. Le squadre della stessa nazione, dello stesso campionato (Paesi Bassi e Belgio) e dello stesso gruppo di qualificazione non possono incontrarsi ai sedicesimi. Le squadre teste di serie giocano la partita di ritorno in casa.
| Squadra 1            | Totale         | Squadra 2           | Andata | Ritorno |
| -------------------- | -------------- | ------------------- | ------ | ------- |
| Konak                | 2 – 1          | Unia Raciborz       | 2 – 1  | 0 – 0   |
| MTK Budapest         | 0 – 11         | Turbine Potsdam     | 0 – 5  | 0 – 6   |
| Standard Liegi       | 3 – 5          | Glasgow City        | 2 – 2  | 1 – 3   |
| Tyresö FF            | 2 – 1          | Paris Saint-Germain | 2 – 1  | 0 – 0   |
| Pärnu JK             | 0 – 27         | Wolfsburg           | 0 – 14 | 0 – 13  |
| St. Pölten-Spratzern | 3 – 5          | Torres              | 2 – 2  | 1 – 3   |
| Apollōn Lemesou      | 2 – 3          | Neulengbach         | 1 – 2  | 1 – 1   |
| Spartak Subotica     | 3 – 5          | Rossijanka          | 2 – 4  | 1 – 1   |
| PK-35 Vantaa         | 0 – 4          | Birmingham City     | 0 – 3  | 0 – 1   |
| Zurigo               | 3 – 2          | Sparta Praga        | 2 – 1  | 1 – 1   |
| LSK Kvinner          | 1 – 8          | LdB Malmö           | 1 – 3  | 0 – 5   |
| Twente               | 0 – 10         | Olympique Lione     | 0 – 4  | 0 – 6   |
| CSHVSM Kairat        | 2 – 18         | Arsenal             | 1 – 7  | 1 – 11  |
| Barcellona           | 2 – 2 (g.f.c.) | Brøndby             | 0 – 0  | 2 – 2   |
| Þór/KA               | 2 – 6          | Zorkij Krasnogorsk  | 1 – 2  | 1 – 4   |
| Tavagnacco           | 3 – 4          | Fortuna Hjørring    | 3 – 2  | 0 – 2   |

#### Andata
| Arbitro: | Sharon Sluyts |

|                  |           |                                                                       |
| Aniskovtseva 58’ | Marcatori | 31’, 71’ Little 43’ Carter 44’ Nobbs 48’ Chapman 51’ Yankey 85’ Ayisi |

| Arbitro: | Floarea Ionescu |

|                        |           |                                            |
| Nahi 3’ Meffometou 80’ | Marcatori | 24’, 37’ (rig.), 48’ Šljapina 27’ Nyandeni |

| Arbitro: | Eszter Urban |

|  |           | |
|  | Marcatori | 8’, 19’, 51’ (rig.), 53’ Magull 21’, 26’ Fischer 22’, 87’ (rig.), 90+2’ Müller 34’ Blässe 46’, 47’, 59’ Pohlers 84’ Popp |

| Arbitro: | Jenny Palmqvist |

|  |           |                                   |
|  | Marcatori | 23’ Lawley 50’ Linnett 70’ Harrop |

| Arbitro: | Stéphanie Frappart |

|                   |           |                            |
| Olgeirsdóttir 88’ | Marcatori | 22’ Tsydikova 36’ Morozova |

| Arbitro: | Sara Persson |

|                       |           |               |
| Zehnder 24’ Kiwic 60’ | Marcatori | 44’ Bartoňová |

| Barcellona 9 ottobre 2013, ore 19:00 | Barcellona   | 0 – 0 referto | Brøndby | Mini Estadi (827 spett.)\| Arbitro: \| Gyöngyi Gaál \| |
| Arbitro:                             | Gyöngyi Gaál |               |         |                                                        |

| Arbitro: | Olga Zadinová |

|                            |           |                 |
| Lewerissa 27’ Wullaert 50’ | Marcatori | 44’, 66’ Lappin |

| Arbitro: | Lilach Asulin |

|                |           |                          |
| Billa 52’, 70’ | Marcatori | 56’ Fuselli 90’ Marchese |

| Arbitro: | Sandra Bastos |

|  |           |                                               |
|  | Marcatori | 22’ Nécib 31’ Kumagai 52’ Tonazzi 60’ Schelin |

| Arbitro: | Monzul' |

|                |           |                     |
| Press 21’, 66’ | Marcatori | 36’ (rig.) Delannoy |

| Arbitro: | Riem Hussein |

|                                         |           |                     |
| Camporese 33’ Tuttino 45+1’ Zuliani 74’ | Marcatori | 11’ Spânu 28’ Arnth |

| Arbitro: | Lina Lehtovaara |

|             |           |                 |
| Spencer 88’ | Marcatori | 13’, 69’ Burger |

| Arbitro: | Knarik Grigoryan |

|  |           |                                                  |
|  | Marcatori | 11’ Mjelde 30’ Andonova 32’ Draws 34’, 76’ Evans |

| Arbitro: | Petra Chudá |

|                   |           |          |
| Dușa 9’ Çınar 31’ | Marcatori | 43’ Mika |

| Arbitro: | Carina Vitulano |

|           |           |                                    |
| Haavi 42’ | Marcatori | 25’ Sjögran 44’ Melis 65’ Bachmann |

#### Ritorno
| Arbitro: | Rhona Daly |

|                                     |           |           |
| Maendly 30’ Panico 44’ Iannella 83’ | Marcatori | 84’ Makas |

| Arbitro: | Gyöngyi Gaál |

|            |           |  |
| Weston 50’ | Marcatori |  |

| Arbitro: | Linn Andersson |

|                                              |           |                   |
| Morozova 22’ Djatel 24’ Ashley 34’ Mautz 65’ | Marcatori | 58’ Ásgrímsdóttir |

| Arbitro: | Zuzana Kováčová |

| |           |  |
| Meyer 6’, 47’, 59’ Damnjanović 8’, 61’ Bunte 12’ Pohlers 19’, 72’, 87’ Keßler 31’, 80’ Odebrecht 45’ Jakabfi 83’ | Marcatori |  |

| Arbitro: | Anastasija Pustovojtova |

|                    |           |  |
| Larsen 35’ Rus 81’ | Marcatori |  |

| Arbitro: | Cristina Dorcioman |

|                                 |           |                            |
| Thorsen 25’ Boye Sørensen 90+4’ | Marcatori | 52’ Corredera 87’ Čanković |

| Arbitro: | Morag Pirie |

|                                             |           |  |
| Mittag 17’, 31’ Melis 21’, 84’ Bachmann 34’ | Marcatori |  |

| Arbitro: | Pernilla Larsson |

|                                                                           |           |  |
| Tonazzi 13’ Nécib 25’ Bussaglia 60’ Le Sommer 73’ Schelin 81’ Rapinoe 84’ | Marcatori |  |

| Arbitro: | Yuliya Medvedeva-Keldyusheva |

|             |           |              |
| Bíróová 58’ | Marcatori | 77’ Farrelly |

| Arbitro: | Eleni Lampadariou |

|                                                          |           |  |
| Nagasato 62’, 90+2’ Andonova 63’, 88’ Göransson 65’, 84’ | Marcatori |  |

| Arbitro: | Amy Rayner |

|            |           |            |
| Mocová 66’ | Marcatori | 16’ Selimi |

| Parigi 16 ottobre 2013, ore 20:55 | Paris Saint-Germain | 0 – 0 referto | Tyresö FF | Stadio Sébastien Charléty (591 spett.)\| Arbitro: \| Teodora Albon \| |
| Arbitro:                          | Teodora Albon       |               |           |                                                                       |

| Arbitro: | Séverine Zinck |

|                |           |               |
| Yakovishyn 87’ | Marcatori | 5’ M. Nikolić |

| Racibórz 17 ottobre 2013, ore 14:00 | Unia Raciborz | 0 – 0 referto | Konak | OSiR Stadium (1800 spett.)\| Arbitro: \| Elia Martinez \| |
| Arbitro:                            | Elia Martinez |               |       |                                                           |

| Arbitro: | Sofia Karagiorgi |

|                                                                                                |           |                |
| Carter 14’, 54’, 58’, 63’ White 25’ Little 32’ (rig.), 51’ (rig.), 67’ Nobbs 34’, 82’ Weir 72’ | Marcatori | 90+1’ Sarikova |

| Arbitro: | Monika Mularczyk |

|                                            |           |                |
| Zeler 15’ (aut.) O'Sullivan 30’ Crilly 56’ | Marcatori | 90+2’ Wullaert |

### Ottavi di finale
| Squadra 1          | Totale         | Squadra 2       | Andata | Ritorno |
| ------------------ | -------------- | --------------- | ------ | ------- |
| Barcellona         | 6 – 1          | Zurigo          | 3 – 0  | 3 – 1   |
| Konak              | 0 – 6          | Neulengbach     | 0 – 3  | 0 – 3   |
| Fortuna Hjørring   | 1 – 6          | Tyresö FF       | 1 – 2  | 0 – 4   |
| Rossijanka         | 1 – 2          | Torres          | 1 – 0  | 0 – 2   |
| Turbine Potsdam    | 2 – 2 (g.f.c.) | Olympique Lione | 0 – 1  | 2 – 1   |
| Zorkij Krasnogorsk | 2 – 7          | Birmingham City | 0 – 2  | 2 – 5   |
| LdB Malmö          | 2 – 5          | Wolfsburg       | 1 – 2  | 1 – 3   |
| Arsenal            | 6 – 2          | Glasgow City    | 3 – 0  | 3 – 2   |

#### Andata
| Arbitro: | Morag Pirie |

|                           |           |  |
| Tucceri Cimini 18’ (aut.) | Marcatori |  |

| Arbitro: | Riem Hussein |

|  |           |                             |
|  | Marcatori | 27’ Christiansen 57’ Potter |

| Arbitro: | Teodora Albon |

|                              |           |  |
| Houghton 14’ Carter 43’, 63’ | Marcatori |  |

| Arbitro: | Séverine Zinck |

|           |           |                |
| Nadim 83’ | Marcatori | 54’, 67’ Press |

| Arbitro: | Katalin Kulcsár |

|              |           |                            |
| Bachmann 64’ | Marcatori | 34’ Popp 85’ (rig.) Müller |

| Arbitro: | Jenny Palmqvist |

|  |           |                      |
|  | Marcatori | 35’, 75’, 89’ Burger |

| Arbitro: | Monika Mularczyk |

|                          |           |  |
| Sonia 1’, 90’ Losada 70’ | Marcatori |  |

| Arbitro: | Jana Adámková |

|  |           |           |
|  | Marcatori | 83’ Nécib |

#### Ritorno
| Arbitro: | Dorcioman |

|                                     |           |                   |
| Goeßling 16’ Wensing 27’ Müller 89’ | Marcatori | 71’ Gunnarsdóttir |

| Arbitro: | Anastasija Pustovojtova |

|             |           |                                       |
| Zehnder 24’ | Marcatori | 36’ García 64’ Corredera 82’ Čanković |

| Arbitro: | Pernilla Larsson |

|                      |           |                                  |
| Lappin 2’ Corsie 79’ | Marcatori | 12’ Yankey 69’ Nobbs 90+3’ Scott |

| Arbitro: | Carina Vitulano |

|                                                       |           |                     |
| Christiansen 4’ Linnett 9’, 66’ Harrop 50’ Lawley 76’ | Marcatori | 29’ Ruiz 42’ Ashley |

| Arbitro: | Esther Staubli |

|                      |           |  |
| Conti 27’ Panico 63’ | Marcatori |  |

| Arbitro: | Bibiana Steinhaus |

|                                      |           |  |
| Hanschitz 33’ Bíróová 67’ Burger 76’ | Marcatori |  |

| Arbitro: | Amy Rayner |

|                                                   |           |  |
| Engen 15’ van de Ven 27’ Marta 45’ Verónica 45+2’ | Marcatori |  |

| Arbitro: | Kateryna Monzul' |

|           |           |                             |
| Abily 12’ | Marcatori | 33’ Draws 73’ (rig.) Mjelde |

### Quarti di finale
| Squadra 1       | Totale | Squadra 2       | Andata | Ritorno |
| --------------- | ------ | --------------- | ------ | ------- |
| Tyresö FF       | 8 – 1  | Neulengbach     | 8 – 1  | 0 – 0   |
| Wolfsburg       | 5 – 0  | Barcellona      | 3 – 0  | 2 – 0   |
| Torres          | 1 – 12 | Turbine Potsdam | 0 – 8  | 1 – 4   |
| Birmingham City | 3 – 0  | Arsenal         | 1 – 0  | 2 – 0   |

#### Andata
| Arbitro: | Riem Hussein |

|                                                                |           |                 |
| Press 1’, 64’, 80’ Marta 5’, 27’, 85’ Dahlkvist 31’ Edlund 74’ | Marcatori | 68’ Tseng Shu-O |

| Arbitro: | Cristina Dorcioman |

|  |           |                                                                                             |
|  | Marcatori | 2’ (aut.) Tucceri Cimini 27’ Wälti 28’ Bremer 44’, 53’ Šimić 55’ Añonma 78’ Elsig 79’ Evans |

| Arbitro: | Morag Pirie |

|                                   |           |  |
| Keßler 34’ Müller 52’ Jakabfi 65’ | Marcatori |  |

| Arbitro: | Esther Staubli |

|           |           |  |
| Allen 26’ | Marcatori |  |

#### Ritorno
| Neulengbach 29 marzo 2014, ore 16:00 | Neulengbach    | 0 – 0 referto | Tyresö FF | Wienerwaldstadion (1255 spett.)\| Arbitro: \| Efthalia Mitsi \| |
| Arbitro:                             | Efthalia Mitsi |               |           |                                                                 |

| Arbitro: | Teodora Albon |

|  |           |                         |
|  | Marcatori | 45+1’ Keßler 74’ Müller |

| Arbitro: | Gyöngyi Gaál |

|                                           |           |                  |
| Nagasato 38’ Wälti 43’ Hegerberg 54’, 85’ | Marcatori | 49’ Domenichetti |

| Arbitro: | Bibiana Steinhaus |

|  |           |                       |
|  | Marcatori | 25’ Linnett 32’ Allen |

### Semifinali
| Squadra 1       | Totale | Squadra 2 | Andata | Ritorno |
| --------------- | ------ | --------- | ------ | ------- |
| Birmingham City | 0 – 3  | Tyresö FF | 0 – 0  | 0 – 3   |
| Turbine Potsdam | 2 – 4  | Wolfsburg | 0 – 0  | 2 – 4   |

#### Andata
| Potsdam 19 aprile 2014, ore 14:00 | Turbine Potsdam | 0 – 0 referto | Wolfsburg | Karl-Liebknecht-Stadion (5110 spett.)\| Arbitro: \| Efthalia Mitsi \| |
| Arbitro:                          | Efthalia Mitsi  |               |           |                                                                       |

| Solihull 19 aprile 2014, ore 15:00 | Birmingham City | 0 – 0 referto | Tyresö FF | Damson Park (1580 spett.)\| Arbitro: \| Teodora Albon \| |
| Arbitro:                           | Teodora Albon   |               |           |                                                          |

#### Ritorno
| Arbitro: | Carina Vitulano |

|                            |           |  |
| Press 61’, 72’ Marta 90+3’ | Marcatori |  |

| Arbitro: | Esther Staubli |

|                                     |           |                     |
| Keßler 17’ Popp 46’, 41’ Müller 80’ | Marcatori | 7’ Šimić 35’ Añonma |

### Finale
| Arbitro: | Kateryna Monzul' |

|                            |           |                                    |
| Marta 28’, 56’ Boquete 30’ | Marcatori | 47’ Popp 53’, 80’ Müller 67’ Faißt |

## Statistiche
Il trofeo per la miglior realizzatrice del torneo include anche le reti realizzate durante la fase di qualificazione. Milena Nikolić dello Spartak Subotica ha vinto il premio con 11 reti realizzate.
Le statistiche seguenti non contemplano la fase di qualificazione.

### Classifica marcatrici
| Gol |  | Minuti giocati | Giocatore       | Squadra         |
| --- |  | -------------- | --------------- | --------------- |
| 10  |  | 715'           | Martina Müller  | Wolfsburg       |
| 9   |  | 810'           | Christen Press  | Tyresö          |
| 7   |  | 719'           | Marta           | Tyresö          |
| 6   |  | 170'           | Conny Pohlers   | Wolfsburg       |
| 6   |  | 440'           | Danielle Carter | Arsenal         |
| 6   |  | 540'           | Nina Burger     | Neulengbach     |
| 5   |  | 360'           | Kim Little      | Arsenal         |
| 5   |  | 612'           | Alexandra Popp  | Wolfsburg       |
| 5   |  | 734'           | Nadine Keßler   | Wolfsburg       |
| 4   |  | 270'           | Lina Magull     | Wolfsburg       |
| 4   |  | 341'           | Jordan Nobbs    | Arsenal         |
| 4   |  | 648'           | Kirsty Linnett  | Birmingham City |

Fonte:

### Classifica assist
| Assist | Minuti giocati | Giocatore          | Squadra            |
| ------ | -------------- | ------------------ | ------------------ |
| 7      | 720'           | Karen Carney       | Birmingham City    |
| 6      | 548'           | Lisa Evans         | Turbine Potsdam    |
| 6      | 734'           | Nadine Keßler      | Wolfsburg          |
| 6      | 810'           | Christen Press     | Tyresö             |
| 5      | 360'           | Kim Little         | Arsenal            |
| 5      | 475'           | Verena Faißt       | Wolfsburg          |
| 4      | 276'           | María Ruiz         | Zorkij Krasnogorsk |
| 4      | 612'           | Alexandra Popp     | Wolfsburg          |
| 4      | 775'           | Meghan Klingenberg | Tyresö             |

Fonte: